# Landsat 1
Landsat 1 was de eerste satelliet uit het Landsatprogramma, een gemeenschappelijk project van de Amerikaanse Geologische dienst (USGS) en de NASA. Landsat 1 heette eerst ERTS 1 (Earth Resources Technological Satellite) en was een aangepaste versie van de Nimbus 4 weersatelliet. Het doel is een databank op te bouwen van satellietbeelden van de hele Aarde, voor onderzoek naar land- en bosbouw, mineralen, water en hydrologie, milieuvervuiling, cartografie, geologie, oceanografie en het weer. Landsat 1 werd gelanceerd op 23 juli 1972. De twee opvolgers, Landsat 2 en 3, zouden vrijwel gelijk zijn aan Landsat 1. Er waren twee optische instrumenten aan boord, een multispectrale sensor en een aantal videocamera's.

## Camera's
Aan boord waren er 3 videocamera's, die het zichtbare en het infrarode bereik konden opnemen. De resolutie was 80 meter voor beelden van 185 x 185 kilometer op het aardoppervlak. De camera's konden slechts beelden opnemen in één spectrale panchromatische (meerkleuren) band (0,5 – 0,75 µm).

## Eigenschappen
| Landsat 1              |                |
| ---------------------- | -------------- |
| Duur cyclus hele Aarde | 18 dagen       |
| Uit dienst genomen     | 6 januari 1978 |